# Juliana Pasha
Juliana Pasha (født 20. maj 1980 i Tirana, Albanien) er en albansk sanger, der repræsenterede Albanien ved Eurovision Song Contest 2010 i Oslo, hvor hun opnåede en 16. plads med sangen "It's All About You".
Deltagelsen ved den europæiske finale blev sikret den 27. december 2009, hvor Pasha vandt det albanske melodi grand prix, hvor sangen blev sunget med albansk tekst og titlen "Nuk mundem pa ty". 